# Слава отважным (памятник, Челябинск)
«Слава отважным» — памятник пожарным, погибшим при исполнении служебного долга, расположенный в Советском районе города Челябинска, напротив здания пожарно-технической выставки (ул. Пушкина, 68). Скульптурная композиция, изображает пожарного, который держит на руках спасенного из огня ребенка. Скульптура выполнена из меди и установлена на постамент, облицованный гранитными плитами.

## История
В 1982 году было принято решение о возведении мемориала пожарным, погибшим при исполнении служебного долга. В этом же году, 17 апреля (день рождения советской пожарной охраны), рядом со зданием пожарной части по улице Пушкина, д. 68, был заложен памятный камень. А 10 ноября 1983 года состоялось торжественное открытие мемориала. В настоящее время памятник челябинским пожарным расположен между пожарно-спасательной частью №1 Центрального района города и Пожарно-технической выставкой Главного управления МЧС России по Челябинской области. С 1992 года монумент «Слава отважным» включен в перечень выявленных объектов культурного наследия Челябинской области.
Композицию «Слава отважным» спроектировали и воплотили в жизнь Заслуженный архитектор РСФСР, почётный член Академии архитектуры и строительных наук, Почётный гражданин города Челябинска Е. В. Алекса́ндров и скульптор, член Союза художников СССР, Заслуженный художник РСФСР, Почётный гражданин города Евпатории В. С. Зайков.
В 2016 году была проведена реконструкция облицовки и ступеней памятника, а также прилегающей территории, сделана специальная подсветка.
4 октября 2016 года памятник был открыт после реконструкции. Состоялась церемония заложения в основание монумента капсулы с посланием пожарным-спасателям будущего, вскрыть которую и прочитать напутственные слова поручено 30 апреля 2049 года,  в день 400-летия пожарной охраны России.